# マツダ・323 4WD
323 4WDは、マツダが1985年から1992年まで世界ラリー選手権 (WRC) で使用していたラリー競技専用車である。「323」とはヨーロッパにおけるファミリアの名称。

## 概要
1981年、ベルギーにマツダ・ラリー・チーム・ヨーロッパ（Mazda Rally Team-Europe,MRE-T)が設立された。チーム代表はWRCドライバーのアキム・バルンボルト（Achim Warmbold）。
1982年、BD型ファミリア（323）で参戦を開始し、1985年から4WDターボのBF型323GTX（1.6L）を投入。1990年より1.8Lに拡大。
1987年、1989年スウェディッシュ・ラリー、1989年ニュージーランド・ラリーと、マツダとしても初となる総合優勝を含め、通算3度の優勝を記録した。しかしバブル崩壊による経営状況悪化に伴い、ランチア・日産とともに1992年をもってワークス活動を終了している。

## 沿革
マツダ・323自体の参戦は1982年まで遡る。ラリー・モンテカルロにおいてグループAクラス5（1.3L以下）のカテゴリーに出場、NA80馬力のエンジンながらクラス1-2位、グループAの3位・5位、総合54位・61位でフィニッシュ。
1983年は1.5L/140馬力にパワーアップ。1983年中盤にターボを追加、190馬力まで出力を増強。
1985年に4WDターボの新BF型323が登場。この新B6エンジンは260馬力を発生した。WRCには1986年の最終2戦から参戦。
WRCのトップカテゴリーがグループBからグループAに変わった1987年からがマツダ・323 4WDの本格参戦となる。ティモ・サロネン/セポ・ハルヤンネ組の活躍で、第2戦のスウェディッシュ・ラリーで早くも総合優勝を遂げた。WRCヨーロッパラウンドにおいて、1976年アクロポリス以来の日本車の勝利であった。同年はメイクス選手権で6位、1988年は4位を獲得している。
1989年にも2勝を挙げたが、ライバルが2Lターボであるのに対し、マツダ・323 4WDは1.6Lターボとハンデが大きく、排気量の拡大は急務となっていた。同年はメイクスで3位。
1990年1000湖で275馬力を発生する1.8Lエンジンを搭載した新型323 4WDがデビュー。当時驚異の新人と注目されていたトミ・マキネンが6位に入賞するが、優勝は果たせなかった。メイクスランキングは5位。
1991年のマシンはハンドリングの向上が見られたがライバルに比べパワーが不足し思うような結果を得られなかった。1991年はメイクス5位。1992年はモンテカルロとスウェディッシュのみにエントリーし以降のイベントは参戦せず、ファミリアGTRをベースにした新型マシンの熟成に充てる予定であったが、バブル崩壊による会社の資金難のためWRCから撤退となり、日の目を見ることはなかった。

### 歴代ドライバー
- ティモ・サロネン
- インバー・カールソン
- ハンヌ・ミッコラ
- グレゴアール・ド・メビウス
- ヘサス・ピュラス
- トミ・マキネン

## メカニズム
MRT-Eで開発されたマツダ・323 4WDは1988年から元フォードのRS200開発者アンディ・ソーバーン、元ルノー・プジョーでのちに三菱のチーフ・エンジニアを務めるベルナール・リンダウワーらによって熟成されていった。
ライバルより200cc少ない排気量は当時ベストハンドリングといわれた良好な操縦性でカバーし、パワー差の出にくいラリーで好成績を収めた。
1987年型323 4WDの1.6L・B6型エンジンはノーマルの140馬力から260馬力へと引き上げられ、1987年アルゼンチンから6速トランスミッションを投入。4WDシステムはXトラック製で発進/加速時には50:50のトルク配分を行い、コーナリング時には30:70に変化してコントロール性を向上させた。マツダ323 4WDは”燕のようなコーナリング”と評され、スウェディッシュでは‘‘雪の女王”と呼ばれた。
1990年1000湖から投入された新型BP型エンジンは、1.8Lに拡大され275馬力を発生したが、ライバルは290～300馬力と差をつけられ、成績アップにつながらなかった。ターボ径の拡大とインタークーラーの容量アップでパワーアップを図った新型のマツダ・323 GTRは、マツダワークスのWRC撤退のため日の目を見ることがなかった。